# Ausgleichshebel

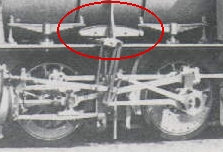
Ausgleichshebel an einer Preußischen T 3

Ein Ausgleichshebel (auch Ausgleichhebel) verbindet die Federn zweier oder mehrerer benachbarter Achsen eines mehr als zweiachsigen Fahrzeugs, insbesondere bei Schienenfahrzeugen. Seine Aufgabe ist es, auch auf unebenem Untergrund oder schlecht verlegten Schienen für eine gleichmäßige und statisch bestimmte Lastverteilung auf alle Achsen zu sorgen. Die Funktion des Ausgleichshebels entspricht damit etwa der einer Achswippe.